# Cesàrova enačba
Cesàrova enačba za ravninske krivulje povezuje ukrivljenost ({\displaystyle \kappa }) z dolžino loka ({\displaystyle s}). Imenuje se po Ernestu Cesàru. Včasih je ugodno tudi, če se poda povezava med polmerom ukrivljenosti ({\displaystyle R}) in ločno dolžino. 
Nekatere krivulje imajo precej enostavno Cesàrovo enačbo
- premica: {\displaystyle \kappa =0}.
- krožnica: {\displaystyle \kappa =1/\alpha }, kjer je {\displaystyle \alpha } njen polmer.
- logaritemska spirala: {\displaystyle \kappa =C/s}, kjer je {\displaystyle C} konstanta.
- involuta: {\displaystyle \kappa =C/{\sqrt {s}}}, kjer je {\displaystyle C} konstanta.
- Cornujeva spirala: {\displaystyle \kappa =Cs}, kjer je {\displaystyle C} konstanta.
- verižnica: {\displaystyle \kappa ={\frac {a}{s^{2}+a^{2}}}}.

Cesàrova enačba je povezana z Whewellovo enačbo tako, da je v primeru, ko je Whewellova enačba enaka {\displaystyle \varphi =f(s)\!}, takrat je Cesàrova enačba enaka:
{\displaystyle \kappa =f'(s)\!}.